# Rita Aczkina
Rita Nikołajewna Aczkina (ros. Рита Николаевна Ачкина, ur. 1 lutego 1938 w Mohylewie) – białoruska biegaczka narciarska reprezentująca Związek Radziecki, medalistka olimpijska oraz dwukrotna medalistka mistrzostw świata.

## Kariera
W swoim debiucie olimpijskim zajęła 10. miejsce w biegu na 5 km stylem klasycznym podczas igrzysk w Innsbrucku w 1964 r. Cztery lata później, na igrzyskach olimpijskich w Grenoble na tym samym dystansie zajęła 6. miejsce. Ponadto wspólnie z Alewtiną Kołcziną i Galiną Kułakową wywalczyła brązowy medal w sztafecie 3 × 5 km. Na kolejnych igrzyskach już nie startowała.
W 1966 roku wystartowała na mistrzostwach świata w Oslo. Wraz z Kławdiją Bojarskich i Alewtiną Kołcziną zdobyła złoty medal w sztafecie 3 × 5 km. Na tych samych mistrzostwach wywalczyła także brązowy medal w biegu na 5 km stylem klasycznym. Wyprzedziły ją jedynie dwie rodaczki: zwyciężczyni Kołczina oraz druga na mecie Bojarskich. Były to jej pierwsze i zarazem ostatnie mistrzostwa w jej karierze.
W 1965 roku została potrójną mistrzynią Związku Radzieckiego wygrywając biegi na 5 i 10 km, a także bieg sztafetowy.

## Osiągnięcia

### Igrzyska olimpijskie
| Miejsce | Dzień     | Rok  | Miejscowość | Konkurencja            | Czas biegu | Strata  | Zwyciężczyni        |
| ------- | --------- | ---- | ----------- | ---------------------- | ---------- | ------- | ------------------- |
| 10.     | 5 lutego  | 1964 | Innsbruck   | 5 km stylem klasycznym | 17:50,5    | +1:00,6 | Kławdija Bojarskich |
| 6.      | 13 lutego | 1968 | Grenoble    | 5 km stylem klasycznym | 16:45,2    | +9,9    | Toini Gustafsson    |
| 3.      | 16 lutego | 1968 | Grenoble    | Sztafeta 3 × 5 km      | 57:30,0    | +43,6   | Norwegia            |

### Mistrzostwa świata
| Miejsce | Dzień     | Rok  | Miejscowość | Konkurencja             | Czas biegu | Strata  | Zwyciężczyni        |
| ------- | --------- | ---- | ----------- | ----------------------- | ---------- | ------- | ------------------- |
| 3.      | 23 lutego | 1966 | Oslo        | 5 km stylem klasycznym  | 17:18,9    | +23,6   | Alewtina Kołczina   |
| 8.      | 25 lutego | 1966 | Oslo        | 10 km stylem klasycznym | 36:25,5    | +2:09,4 | Kławdija Bojarskich |
| 1.      | 27 lutego | 1966 | Oslo        | Sztafeta 3 × 5 km       | 56:04,2    | -       | -                   |